# Nová Vieska
Nová Vieska (maďarsky Kisújfalu) je obec na Slovensku v okrese Nové Zámky. Žije v ní 649 obyvatel.

## Historie
Oblast obce byla osídlená už v době neolitu.
První písemná zmínka o obci pochází roku 1233, kde je uváděná jako Ösztövér. Další písemná zmínka je z roku 1263 kdy byla v majetku Honpázmányiovců. V roce 1640 nesla název Wyfaluma, od roku 1928 Nová Vieska. Obec byla v roce 1609 zničena Turky a v roce 1683 vojskem Jana Sobieského, když se vracel z bitvy u Kahlenbergu. V roce 1715 byla v obci vinice a 16 domácností a v roce 1787 zde žilo 476 obyvatel v 70 domech. V roce 1828 žilo 605 obyvatel v 80 domech. V obci byla v roce 1850 postavena železniční stanice. V roce 1874 ves mimo 10 domů zničil požár
V období 1938–1945 byla připojena k Maďarsku. V roce 1947 na základě Benešových dekretů bylo šedesát maďarských rodin (200 osob) vysídleno do Maďarska.
Hlavní obživou bylo zemědělství, v osadě Arad vinohradnictví a zpracování rákosu.
K obci náleží osada Arad a Réva.
První písemná zmínka o Arad-pusta pochází z roku 1295 a byl v majetku ostřihomské kapituly. V roce 1924 Arad-pusta byla kolonizována po rozparcelování velkostatku barona Ullmanna.
Reva nejprve patřila k obcí Svodín a později byla připojena k obci Nová Vieska (katastrálně až v roce 2006).

## Přírodní poměry
Obec leží v Podunajské nížině na jižním okraji Pohronské pahorkatiny. Severní část území je tvořena močály v údolí potoka Paríž. Nadmořská výška území se pohybuje v rozmezí 121–183 m, střed obce je ve výšce 130 m. Pahorkatina v jižní části území s akátovými lesíky je tvořena neogenními mořskými uloženinami pokrytými vrstvou spraše a navátými písky. V roce 1820 byl močál odvodněn vykopáním kanálu a jeho plocha se zmenšila.
Ve správním území obce leží přírodní rezervace Drieňová hora a zasahují do něj části chráněného areálu Alúvium Paríža, národní přírodní rezervace Parížske močiare a ptačí oblasti Parížske močiare.
Rozloha obce je 1760 ha, z toho na zemědělkou půdu připadá 1366 ha (1126 ha orná půda, 99 ha vinic, 140 ha lesy) a 50 ha na ostatní půdu.
Obec sousedí na severu a západě s obcí Svodín, na severovýchodě s obcí Gbelce, na jihu s obcí Bátorové Kosihy a na západě Strekov.

## Pamětihodnosti
Kalvínský kostel byl postaven v roce 1787. V roce 1874 při přestavbě po požáru byla přistavěna věž a opěráky. Kostel je jednolodní klasicistická stavba s pravoúhlým závěrem a představenou věží. V interiéru je plochý strop a dvě empory.
V obci je převážná část obyvatel kalvinského vyznání, asi 10 % katolíků a dále evangelíci a baptisté.